# Dürnast (Freising)
Dürnast ist ein Staatsgut im Gebiet der Großen Kreisstadt Freising im Landkreis Freising, Oberbayern. 

## Versuchsstation
Dürnast ist Sitz einer Versuchsstation für landwirtschaftliche Betriebslehre der Technischen Universität München.

## Geschichte
1803 wurde der ehemalige Klosterbetrieb in Weihenstephan in eine staatliche Musterlandwirtschaft umgewandelt, die aber durch den Ausbau der Hochschulinstitute stetig an Flächen verlor. Im Jahre 1926 erwarb der Freistaat deshalb das 50 ha große Vorwerk Dürnast, das seit Abbruch der Wirtschaftsgebäude des Haupthofes auf dem Weihenstephaner Berg 1956 den Hauptbetrieb des Staatsgutes bildet. Die Versuchsstation für landwirtschaftliche Betriebslehre der TU München (Staatsgut Weihenstephan) hat heute eine landwirtschaftliche Nutzfläche von 95,1 ha.